# Polícia da Grécia

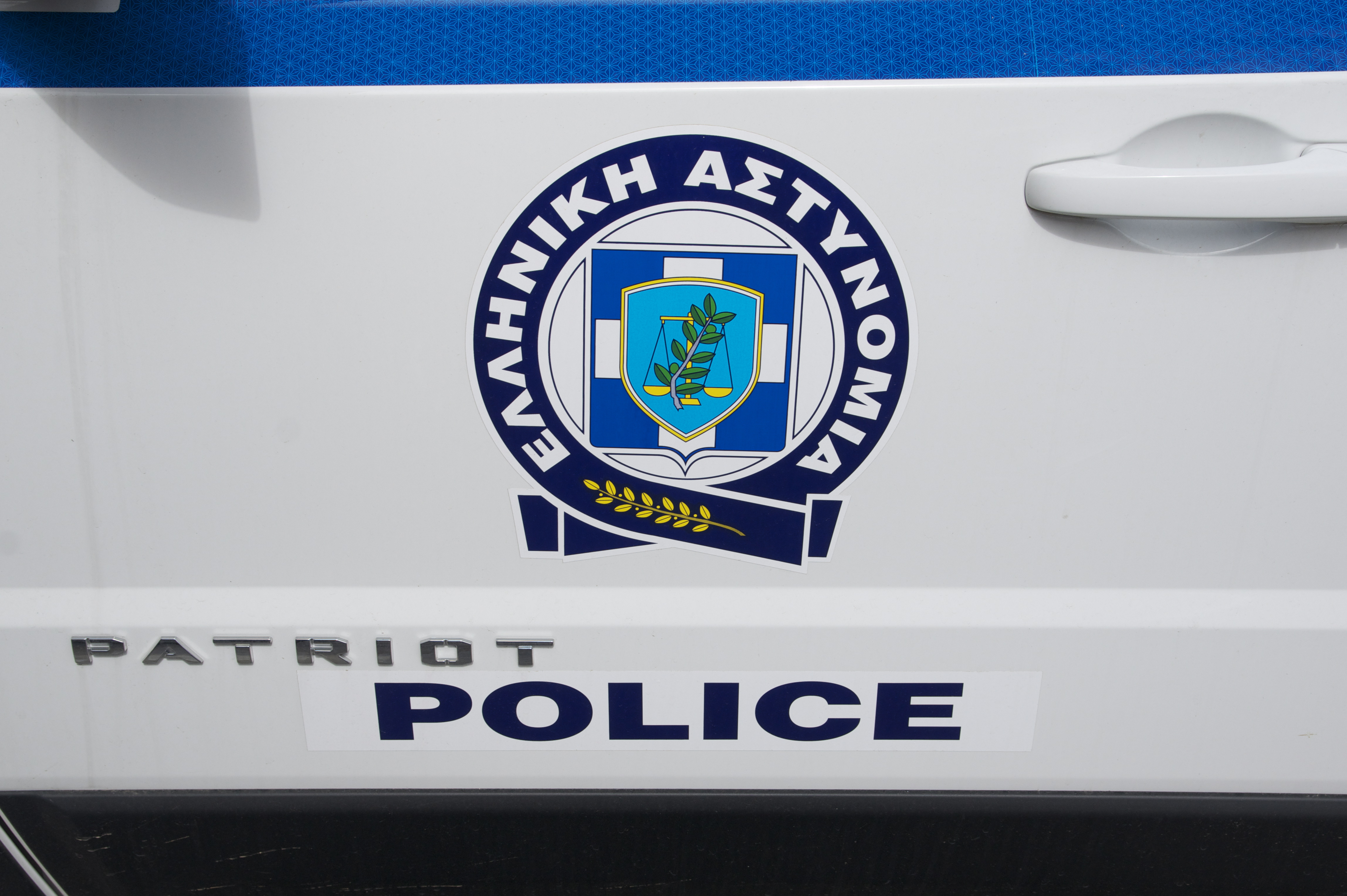
Logo em uma viatura

A Polícia da Grécia (em grego:  Ελληνική Αστυνομία, transl. Elinikí Astinomía, Polícia Helênica), é a força policial nacional da Grécia.
Foi criada pela Lei nº 1.481, de 1º de janeiro de 1984, como resultado da fusão da Gendarmeria com a Polícia Urbana, adotando o estatuto funcional do serviço público civil.

## Atribuições
- assegurar a paz e a ordem através do exercício das atividades gerais de polícia, inclusive da segurança do tráfego;
- a prevenção e repressão da criminalidade;[1][2]
- a proteção do estado e da forma democrática de governo pelo exercício da polícia de segurança do estado.[3]

## Organização

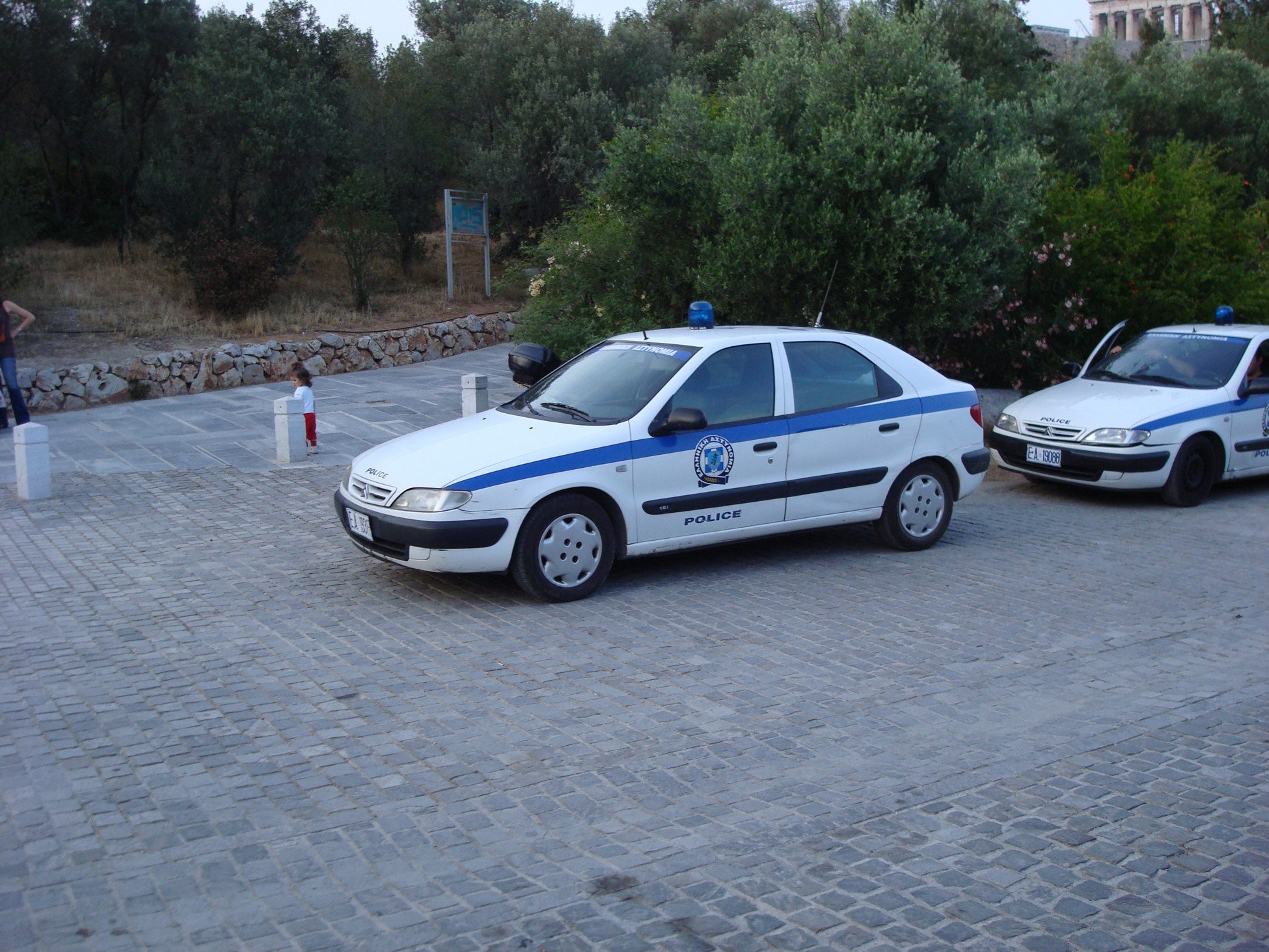
Viaturas da Polícia Helênica

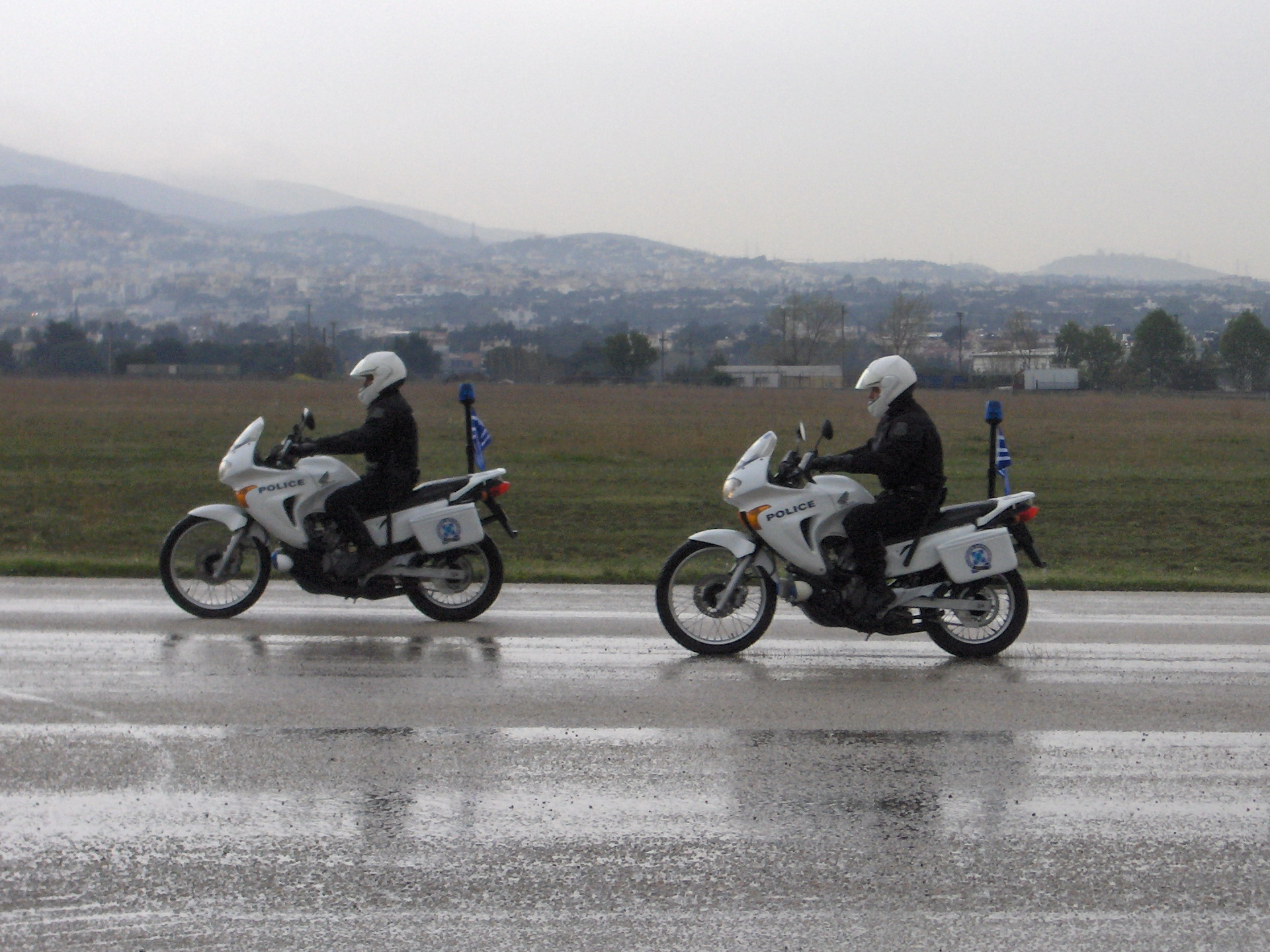
Motociclistas policiais

A Polícia Grega tem a sua estrutura descentralizada a partir de um órgão central para órgãos regionais, que são as Divisões do Sudoeste e do Noroeste.
Dirigida por um Chefe de Polícia, está vinculada ao Ministério do Interior. O Chefe de Polícia é assessorado pelo Conselho de Planejamento e Crise, sendo o Subchefe de Polícia o segundo integrante da hierarquia policial, seu principal auxiliar e substituto eventual.
Os demais funções de direção são atribuídas ao Chefe do Estado Maior, aos Diretores da Academia de Polícia, da Ordem e Segurança Públicas, de Administração e Serviços, de Informações e aos Inspetores Gerais das Regiões do Sudoeste e do Noroeste da Grécia.
O “staff” policial é constituído por pessoal uniformizado, agentes de investigação, unidades especiais e guardas de fronteira.

### Divisões regionais
A Grécia é dividida em duas áreas regionais de polícia, a do Noroeste e a do Sudoeste, cada uma, dirigida por um Inspetor-Geral. Essas divisões regionais são subdivididas em várias circunscrições locais:
Noroeste
- Tessalônica
- Macedônia Oriental e Trácia
- Macedônia Central
- Macedônia Ocidental
- Tessália
- Epiro
- Egeu Setentrional

Sudoeste
- Grécia Central
- Peloponeso
- Grécia Ocidental
- Ilhas Jónicas
- Egeu Meridional
- Creta

## Órgãos especializados
A Polícia Grega possui várias divisões e serviços especializados sob a direção do Chefe de Polícia, que trabalham em colaboração com as divisões regionais e demais setores que deles necessitem:
- esquadrão de crimes violentos
- Unidade Especial Antiterrorismo
- perícia criminal
- polícia aérea
- divisão de explosivos
- polícia de fronteiras
- polícia com cães
- assuntos internos

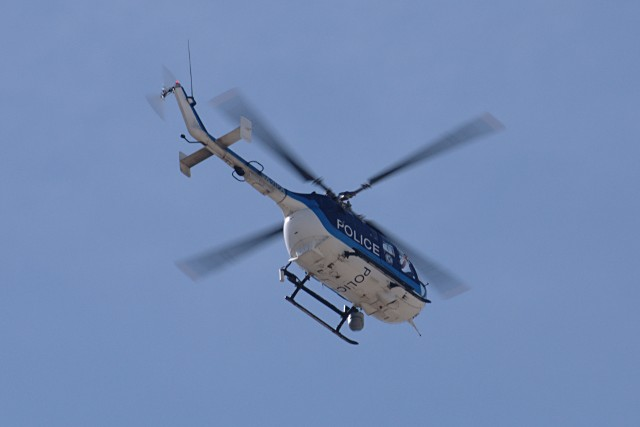
Helicóptero - Eurocopter Bo.105

- cooperação internacional de polícia
- informática

## Unidade Especial Antiterrorismo
A Unidade Repressora Especial Antiterrorista (em grego: Ειδική Κατασταλτική Αντιτρομοκρατική Μονάδα, transl. Eidiki Katastaltiki Antitromokratiki Monada, Ε.Κ.Α.Μ.) é a unidade contra-terrorismo da Polícia Helênica e o seu grupo mais seleto. Caracteriza-se como uma força especial, altamente treinada em táticas militares para participar de operações incomuns destinadas a combater o terrorismo, aniquilar a capacidade de combate do inimigo ou assumir a vanguarda na ação contra os opositores da lei.
Originou-se em 1978, quando dois grupos antiterrorismo foram criados nas antigas Polícia Urbana e Gendarmeria. Com a união das duas forças em 1984 tornaram-se uma só unidade.
Contava inicialmente com um efetivo de 150 homens, quando o pais hospedou os Jogos Olímpicos de 2004, mas em razão da importância do evento e da necessidade de melhor proteção foi este aumentado para 200 policiais.

## Armamento
- Pistola Heckler & Koch USP
- Pistola Smith & Wesson Model 4006
- Revólver Ruger GP-100
- Submetralhadora Heckler & Koch MP5
- Submetralhadora Uzi